# Rhopalophora punctatipennis
Rhopalophora punctatipennis là một loài bọ cánh cứng trong họ Cerambycidae.